# Under broarna
Under broarna (tyska: Unter den Brücken) är en tysk dramafilm från 1946 i regi av Helmut Käutner. Den spelades in bland annat i Berlin och vid Glienicker Brücke. Filmen godkändes av den tyska filmcensuren i mars 1945, men fick aldrig premiär i Tyskland det året på grund av Tysklands kapitulation i andra världskriget kort därefter. Sverigepremiären dröjde till november 1946 och i Västtyskland hade den premiär först 1950. Filmen har betecknats som ett mästerverk, vilket ger uttryck för Käutners så kallade "poetiska realism".

## Handling
Hendrik och Willy arbetar ombord på en pråm de äger gemensamt som trafikerar floderna mellan Berlin och Rotterdam sedan mer än 10 år. Under en sommarnatt träffar de på den unga kvinnan Anna som de erbjuder att följa med till Berlin där hon har en liten lägenhet. Både blir förälskade i henne och de sluter en överenskommelse. Den som vinner hennes kärlek måste också ge upp sin del i pråmen.

## Rollista
- Hannelore Schroth – Anna Altmann
- Carl Raddatz – Hendrik
- Gustav Knuth – Willy
- Margarete Haagen – hyresvärden
- Ursula Grabley – Vera, servitris
- Hildegard Knef – Havelbergflickan
- Walter Gross – Man på bron
- Erich Dunskus – kapten Holl
- Klaus Pohl – museianställd